# Trav’lin’ Light (альбом Аниты О’Дэй)
Trav’lin’ Light — студийный альбом американской певицы Аниты О’Дэй, выпущенный в 1961 году на лейбле Verve Records. Это была дань уважения её кумиру Билли Холидей. Музыка была аранжирована Джонни Мэнделом и Рассом Гарсией, а среди музыкантов — Мел Льюис и Бен Уэбстер.
Это был любимый альбом О’Дэй среди записанных ею для Verve.

## Отзывы критиков
| Оценки критиков               | Оценки критиков |
| Источник                      | Оценка          |
| ----------------------------- | --------------- |
| AllMusic                      | [ 2 ]           |
| Encyclopedia of Popular Music | [ 3 ]           |

В рецензии для AllMusic Ричард С. Джинелл отметил, что исполнение О’Дэй здесь более примечательно тем, что она не позаимствовала манеру у своего вокального образца для подражания. Хотя в заглавном треке, по его мнению, она создаёт слегка горьковатый тон и томные фразы в стиле Холидей, но большая часть этой прекрасной пластинки показывает, что О’Дэй идёт своим путем в более откровенной, менее уязвимой манере. Единственное, он выделил «God Bless the Child», поскольку О’Дэй «не дотягивает», но почти всё остальное великолепно. Питер Дж. Уэлдинг из журнала HiFi/Stereo Review написал: «Этот диск, несомненно, является самым приятным альбомом, который Анита О’Дэй выпустила за последние годы. Она аккуратно избегает стилистических ошибок, присущих другим её недавним записям. Застенчивые, архаичные манеры, бессмысленные технические демонстрации исчезли, их заменил уверенный, просторный, прекрасно функциональный подход, который использует декор как значимое украшение, а не как самоцель». Из обзора журнала Cash Box: «Здесь Анита обращается к недавно приобрётенному глянцевому оттенку своего грубоватого голоса и направляет свою безграничную вокальную энергию по тщательно выбранным путям. Она — редкость среди современных певцов».

## Список композиций
Сторона A
1. «Trav’lin’ Light» (Джонни Мерсер, Джимми Манди, Трамми Янг) — 3:36
2. «The Moon Looks Down and Laughs» (Берт Калмар, Гарри Руби, Сид Сильверс) — 3:58
3. «Don’t Explain» (Билли Холидей, Артур Херцог мл.) — 3:12
4. «Remember» (Ирвинг Берлин) — 2:40
5. «Some Other Spring» (Артур Херцог мл., Ирен Китчингс) — 2:28
6. «What a Little Moonlight Can Do» (Гарри М. Вудс) — 2:30

Сторона B
1. «Miss Brown to You» (Лео Робин, Ричард А. Уайтинг, Ральф Рейнджер) — 4:03
2. «God Bless the Child» (Билли Холидей, Артур Херцог мл.) — 2:10
3. «If the Moon Turns Green» (Пол Коутс, Берни Ханиген) — 2:56
4. «I Hear Music» (Бертон Лейн, Фрэнк Лессер) — 2:16
5. «Lover, Come Back to Me» (Оскар Хаммерстайн II, Зигмунд Ромберг) — 2:52
6. «Crazy He Calls Me» (Карл Сигман, Боб Расселл) — 3:25

## Участники записи
- Аранжировка, дирижёр — Джонни Мэндел (треки: A1, A3, B3-B6)
- Аранжировка, продюсер — Расселл Гарсия (A2, A4-B2)
- Бас-гитара — Бадди Кларк
- Вокал — Анита О’Дэй
- Гитара — Эл Виола (A1, A3, B3-B6), Барни Кессел (A2, A4-B2)
- Перкуссия — Ларри Банкер
- Саксофон — Чак Джентри (A1, A3, B3-B6), Джо Майни (A1, A3, B3-B6)
- Саксофон-тенор — Бен Уэбстер (A2, A4-B2)
- Тромбон — Дик Нэш (A1, A3, B3-B6), Фрэнк Розолино (A1, A3, B3-B6), Л. Маккрири (A1, A3, B3-B6), Стью Уильямсон (A1, A3, B3-B6)
- Труба — Эл Порчино (A1, A3, B3-B6), Дон Фагерквист (A2, A4-B2), Джек Шелдон (A1, A3, B3-B6), Джон Андерсон мл. (A1, A3, B3-B6), Рэй Трискари (A1, A3, B3-B6)
- Ударные — Мел Льюис
- Фортепиано — Расс Фриман (A1, A3, B3-B6), Джимми Роулз (A2, A4-B2)